# تومي جودوين
تومي جودوين (بالإنجليزية: Tommy Godwin)‏ (20 أغسطس 1927 في جمهورية أيرلندا - 6 أغسطس 1996) هو لاعب كرة قدم أيرلندي في مركز حراسة المرمى. شارك مع منتخب جمهورية أيرلندا لكرة القدم. أما مع النوادي، فقد لعب مع ليستر سيتي ونادي بورنموث ونادي شامروك روفرز ودوري أيرلندا الحادي عشر ‏.

## وصلات خارجية
- تومي جودوين على موقع قاعدة بيانات كرة القدم.إي يو (الإنجليزية)
- تومي جودوين على موقع ناشيونال فوتبول تيمز (الإنجليزية)